# South Miami
South Miami är en stad (city) i Miami-Dade County, i delstaten Florida, USA. Enligt United States Census Bureau har staden en folkmängd på 11 932 invånare (2011) och en landarea på 5,9 km².